# Chariš
Chariš (hebrejsky חריש, v oficiálním přepisu do angličtiny Harish) je místní rada (menší město) v severním Izraeli, v Haifském distriktu (v letech 1992–2012 začleněné do města Kacir-Chariš, pak opětovně osamostatněné). Od roku 2015 zde probíhá masivní bytová výstavba s cílem do 10 let vytvořit velký městský celek s 100 000 obyvateli.

## Geografie
Nachází se v nadmořské výšce 115 metrů v kopcovité krajině na okraji regionu vádí Ara, cca 40 kilometrů jižně od Haify a cca 6 kilometrů východně od Pardes Chana-Karkur. Severovýchodně odtud se rozkládá zalesněná vrchovina Giv'ot Iron, jižně od obce spadá terén do údolí vádí Nachal Narbeta, nad kterým vystupuje vrch Tel Ze'evim.
Na dopravní síť je město napojeno pomocí lokální silnice 6353 a 611. Západně odtud prochází od počátku 21. století dálnice číslo 6.

## Dějiny
Chariš vznikl v roce 1982. Původně šlo o polovojenské sídlo typu nachal, které bylo toho roku převedeno na ryze civilní osadu typu kibuc. Ta si ale nevedla dobře a roku 1993 byla osadníky opuštěna. Pak byla vesnice využívána jen pro pobyt jednotek hraniční policie.

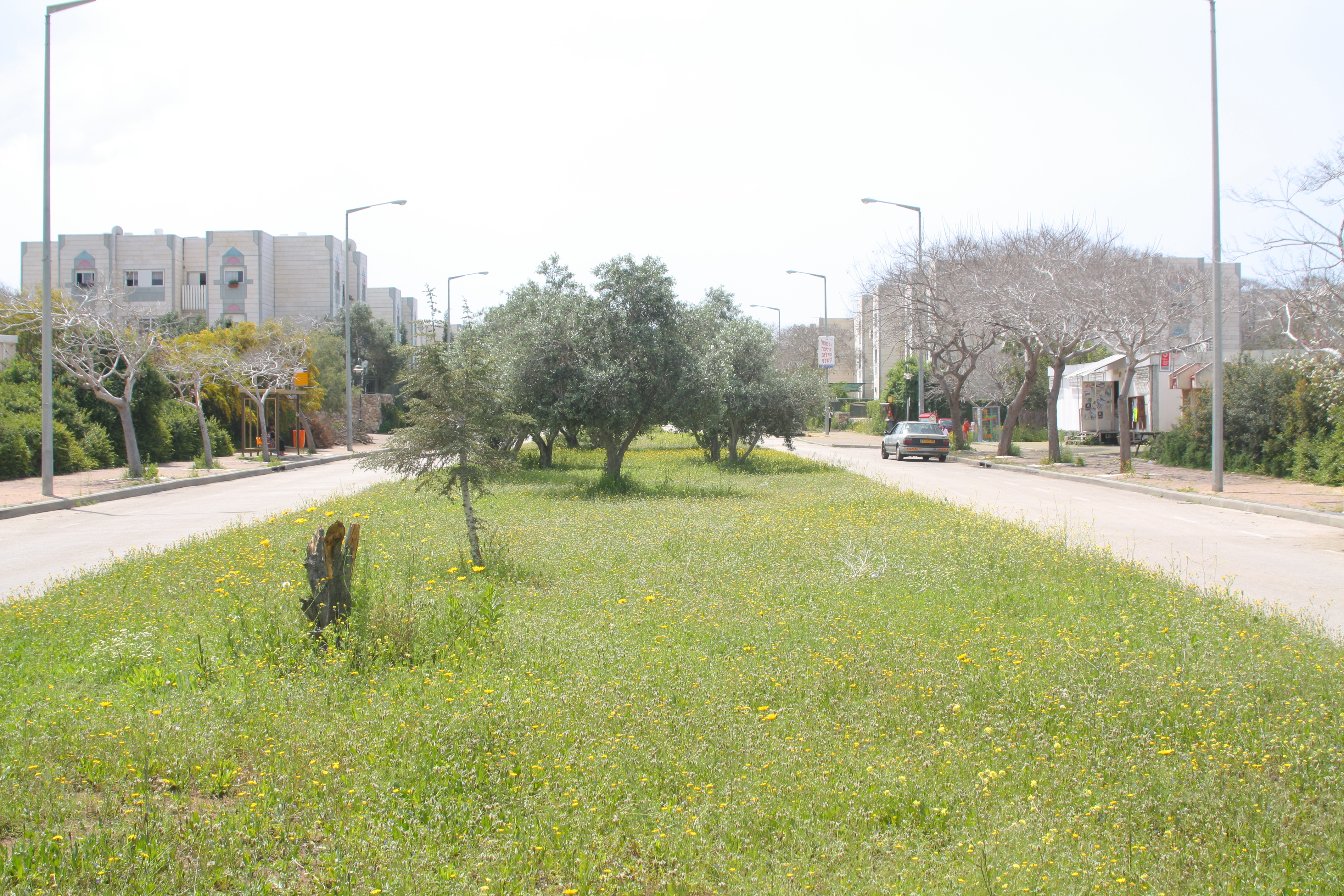
Původní zástavba v Chariši z 90. let 20. století.

V roce 1991 prosadil tehdejší ministr bydlení a výstavby Izraele Ariel Šaron plán na výstavbu několika nových měst a na posílení těch stávajících podél Zelené linie nazvaný Jišuvej ha-Kochavim, přičemž právě zdejší region byl nejsevernějším řešeným v tomto plánu. V rámci realizace tohoto plánu došlo roku 1992 ke sloučení vesnic Chariš a Kacir do jedné obce nazvané zpočátku Tel Iron (טל-עירון) nebo Iron (עירון), ale roku 1995 přejmenované na Kacir-Chariš. V roce 1996 byl Kacir-Chariš povýšen na místní radu (malé město).
Vzhledem k tomu, že obě vesnice, z nichž bylo utvořeno dnešní město Kacir-Chariš, ležely v geograficky oddělené oblasti, bez přímé teritoriální návaznosti, zachovávaly si obě urbanistický charakter samostatného sídla. V roce 2012 bylo město Kacir-Chariš zrušeno a obě jeho části osamostatněny; Kacir jako vesnice v rámci Oblastní rady Menaše, Chariš si ponechal status místní rady (malého města), ačkoliv populačně zatím vykazoval méně než tisíc stálých obyvatel.

### Plány na výstavbu v Chariši

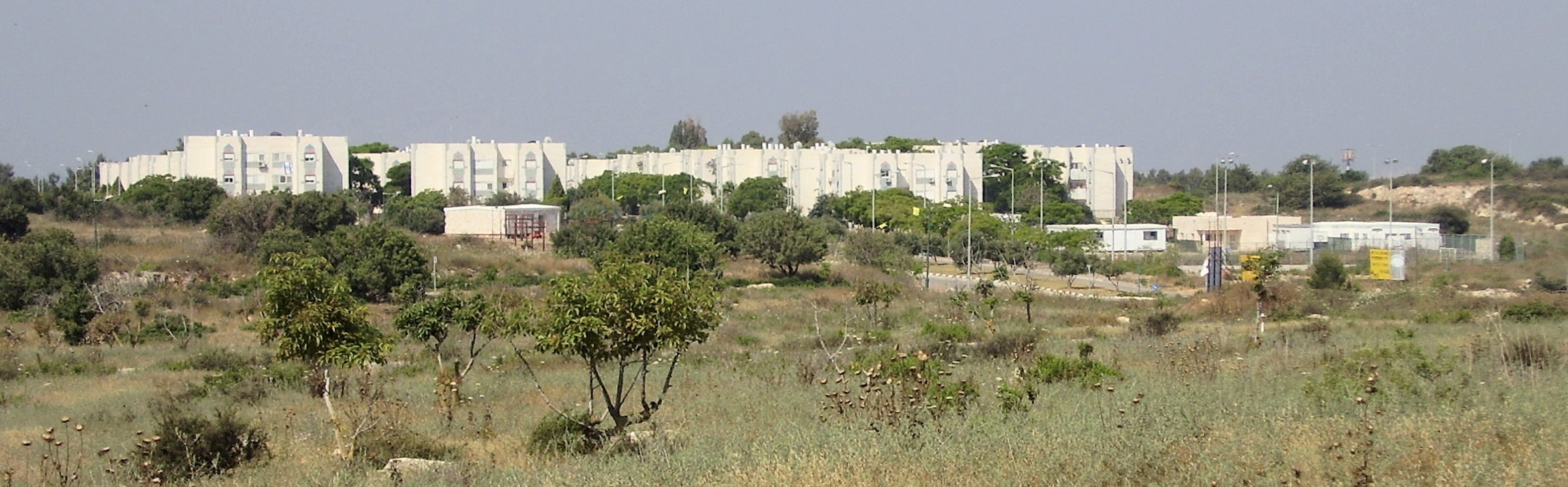
Torzo zástavby v Chariš. V popředí plochy, které byly v 90. letech upraveny pro výstavbu, ale pak nevyužity.

Od 90. let se v prostoru Chariše plánovala rozsáhlá bytová výstavba s cílem vytvořit zde lidnaté sídlo městského typu, navržené pro cca 10 000 rodin. Došlo zde dokonce k výstavbě inženýrských sítí a komunikační sítě, ale tento obytný soubor se nepodařilo zaplnit výstavbou. Dle stavu k roku 2014 se tak uprostřed zdejších pahorků a lesů rozkládala nadále plocha o velikosti víc než 1 kilometr čtvereční s uliční sítí ale stálo tu jen několik desítek domů v její jižní části. K neúspěchu Chariše přispělo i propuknutí druhé intifády, během které o lokalitu situovanou nedaleko Zelené linie i lidnatých měst obývaných izraelskými Araby ztratili zájem případní obyvatelé i developeři. Roku 2003 se do Chariše nastěhovalo cca 50 nábožensky orientovaných rodin.
V reakci na intifádu se v dubnu 2005 v této oblasti ovšem usadila i další skupina Židů, která založila cca 2 kilometry východně od Chariše malou osadu Micpe Ilan, respektive osídlila již existující polovojenský opěrný bod typu nachal založený zde v červnu 2002. Civilní usídlení v Micpe Ilan organizovalo sdružení Or Mesimot. Komunita byla pojmenována podle izraelského astronauta Ilana Ramona. Byla postupně vybavována běžnou infrastrukturou. Zpočátku nebyla uznávána jako samostatná obec, ale od roku 2009 je administrativně samostatnou obcí.
V samotném torzu zástavby v Chariši se od počátku 21. století začalo plánovat využití zdejších pozemků pro výstavbu města určeného pro ultraortodoxní Židy. S tím nesouhlasili místní sekulární obyvatelé, ať už z Chariše nebo z okolních vesnic, a také izraelští Arabové. Ti se obávali, že jejich vesnice Umm al-Kutuf, ležící jen několik set metrů severovýchodně od stávajícího Chariše, bude obestavěna novým městem a proměněna v izolovanou enklávu. Plán naopak podporoval Ariel Atias, tehdejší ministr bydlení a výstavby Izraele ze strany Šas, stejně jako starosta Kacir-Chariš Nisim Dahan, který za tutéž stranu dříve zasedal v Knesetu. Vláda přesto roku 2009 finální rozhodnutí o výstavbě odložila.
Koncem roku 2009 rozhodl Kneset redukovat navrhovanou kapacitu výstavby v Chariši na 50 000 obyvatel. Starosta Kacir-Chariš Nisim Dahan toto omezení kritizoval. V březnu 2010 izraelská vláda ustavila zvláštní výbor pro podrobné plánování výstavby v Chariši. Zároveň schválila vyvlastnění 1000 dunamů pozemků (1 kilometru čtverečního) pro tyto účely. Proti plánované výstavbě ale protestovaly asi dvě stovky zástupců obyvatel ze stávající malé zástavby v Chariši a z okolních sekulárních vesnic. Ti se obávali, že výstavba ultraortodoxního města nakonec přesáhne povolený limit a dojde k vytvoření obytného souboru se 100 000 obyvateli. Někteří dokonce mluvili o možném nárůstu města až na 150 000 obyvatel. Zablokovali kvůli tomu na protest dočasně nedalekou dálnici číslo 65.

### Realizace výstavby v Chariši

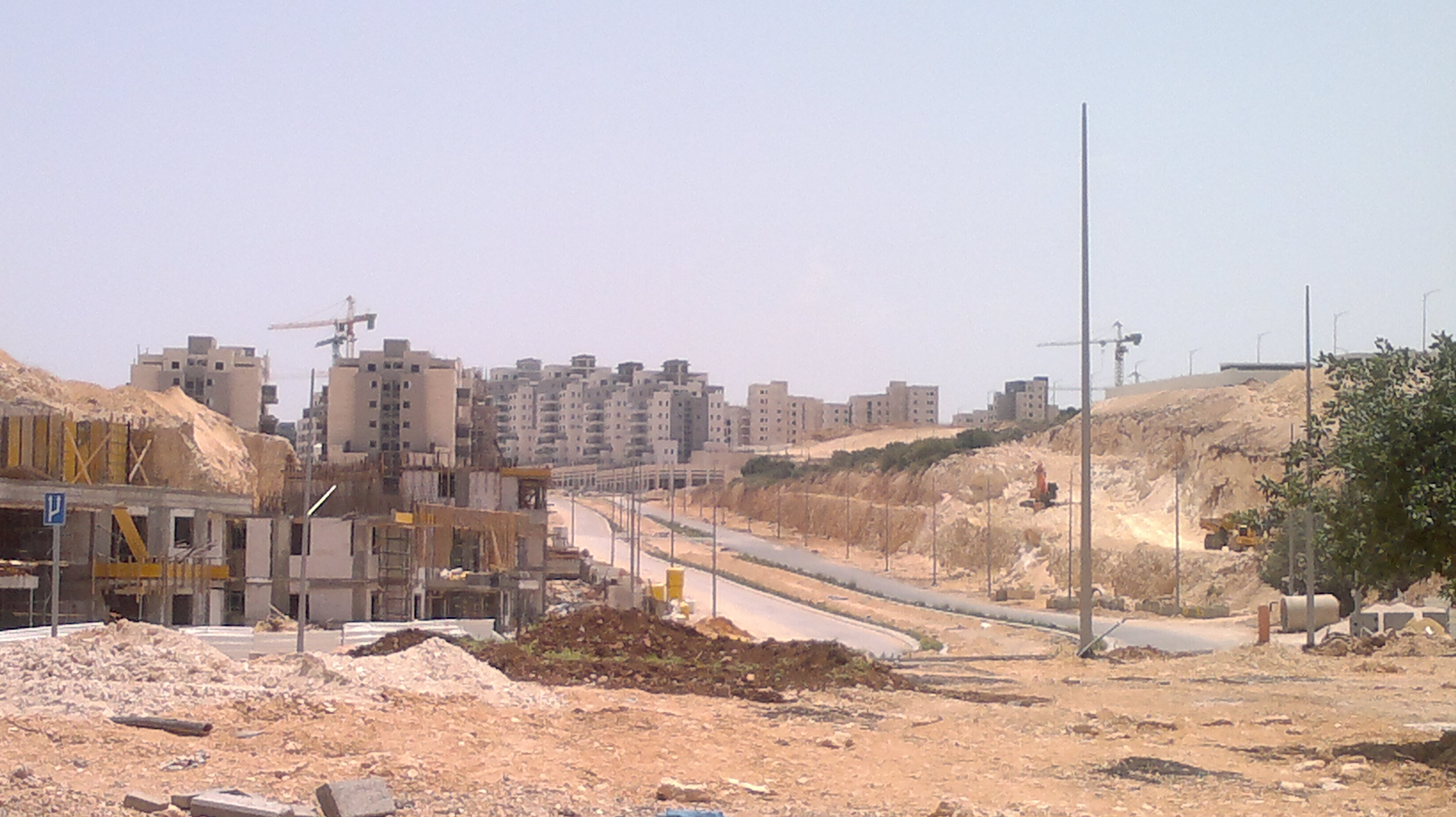
Výstavba města Chariš podle stavu z dubna 2016.

Nakonec byl koncept výlučně ultraortodoxního města opuštěn a roku 2015 začala v lokalitě masivní bytová výstavba s cílem vytvořit městský celek se smíšenou populací. V konečném demografickém mixu se očekávalo, že podíl ultraortodoxních Židů bude cca 10 %, 35 % populace mělo být národně náboženské, zbytek sekulární. Podle údajů ze srpna 2015 se již v listopadu 2015 očekávalo nastěhování prvních několik set nových obyvatel. Od ledna 2016 mělo začít pravidelné stěhování 500 rodin každé tři měsíce, přičemž tempo se mělo postupně zvyšovat s tím, jak developer bude předávat další obytné budovy. Do pěti let měla populace Chariše dosáhnout 70 000 a do 10 let se počet obyvatel projektoval na 100 000. Podle stavu k dubnu 2016 probíhala již na velké ploše budoucího městského celku bytová výstavba a řada obytných domů se již nacházela v pokročilé fázi výstavby.
Autorem projektu je Chajim Kehat ze studia Mansfeld-Kehat. Uvedl, že jeho cílem bylo navrhnout město, které nebude jen monofunkčním obytným souborem předměstského typu (jako v 90. letech 20. století založený Modi'in mezi Tel Avivem a Jeruzalémem). Urbanistický koncept Chariše vychází z původních plánů a zástavba je tudíž přizpůsobena požadavkům ultraortodoxních Židů (absence výškových budov, důraz na pěší komunikace a rozptýlený charakter občanské vybavenosti v docházkové vzdálenosti).

## Demografie
Podle údajů z roku 2014 tvořili naprostou většinu obyvatel v Chariši Židé (včetně statistické kategorie "ostatní", která zahrnuje nearabské obyvatele židovského původu ale bez formální příslušnosti k židovskému náboženství). K 31. prosinci 2014 zde žilo 979 lidí. Během roku 2014 populace klesla o 2,2 %.
| Rok            | 2012 | 2013 | 2014 |
| -------------- | ---- | ---- | ---- |
| Počet obyvatel | 883  | 1001 | 979  |

* údaje z doby před rokem 2012 viz článek Kacir-Chariš